# Paul Westerberg
Paul Westerberg, noto anche con lo pseudonimo di Grandpaboy (Minneapolis, 31 dicembre 1959), è un musicista statunitense, noto principalmente per essere il fondatore, voce solista e autore delle canzoni dei Replacements, importante gruppo alternative rock degli anni ottanta. Dopo lo scioglimento della band, avvenuto nel 1991, egli si dedicò alla carriera da solista.

## Discografia

### Album in studio
Con i The Replacements
- 1981 - Sorry Ma, Forgot to Take Out the Trash
- 1983 - Hootenanny
- 1984 - Let It Be
- 1985 - Tim
- 1987 - Pleased to Meet Me
- 1989 - Don't Tell a Soul
- 1990 - All Shook Down

Da solista
- 1993 - 14 Songs
- 1996 - Eventually
- 1999 - Suicaine Gratifaction
- 2002 - Stereo
- 2003 - Come Feel Me Tremble
- 2004 - Folker
- 2008 - 49:00

### Colonna sonore
- 1992 - Singles
- 1995 - Friends Soundtrack
- 1995 - Tank Girl
- 2002 - Music from and Inspired by the Motion Picture Soundtrack: I Am Sam
- 2004 - Hear Music, Vol. 10: Reveal
- 2004 - Hot Stove, Cool Music, Vol. 1
- 2004 - Another Year on the Streets, Vol. 3
- 2006 - Open Season: Featuring the songs of Paul Westerberg
- 2006 - For New Orleans
- 2007 - Catch and Release